# 汉斯·贝特
汉斯·阿尔布雷希特·贝特（德語：Hans Albrecht Bethe，1906年7月2日—2005年3月6日），德国和美国犹太裔核物理学家，对于天体物理学，量子电动力学和固体物理学有很重要的贡献。由于恆星核合成理论研究成果，他獲得了1967年诺贝尔物理学奖。
貝特在職業生涯的大部分時間裡都是康奈爾大學的教授。他是秘密的洛斯阿拉莫斯實驗室理論部門的負責人。後來，貝特與愛因斯坦和原子科學家緊急委員會開展了反對核試與核軍備競賽運動。他幫助說服甘迺迪和尼克森政府分別簽署了1963年《部分禁止核試驗條約》和1972年《反彈道導彈條約》（SALT I）。
他的科學研究從未間斷。曾經是他的學生之一的弗里曼·戴森稱他為“20世紀的最大問題解決者”。

## 早年
貝特於1906年出生于德国的斯特拉斯堡（二战后划归法国至今）。1924年，他进入法兰克福大学接受教育。他后在慕尼黑大学师从物理学家阿諾·索末菲学习理论物理学。

## 早期工作
貝特獲得博士學位後，獲得了獎學金。1931年2月，貝特選擇去了恩里科·費米在羅馬的實驗室。費米給他留下了深刻的印象，並對自己沒有先去羅馬感到遺憾。貝特發現了一種量子模型的特徵值與特徵向量尋找精確解的方法。費米對待問題的嚴謹感影響了他，影響了他自己以後的研究。

## 美國
1935年，貝特为逃避纳粹迫害，离开欧洲来到美国。二战期间，贝特受罗伯特·奥本海默之命负责原子弹研发的理论物理研究。期间他还提拔了年轻人理查德·费曼。有一个计算核武器效率的公式后就叫做贝特－费曼公式。贝特还研究了太阳中微子失踪问题。他因对问题采取刨根问底的研究方法，有“战舰”的昵称。
1941年12月，汉斯·贝特加入了麻省理工学院辐射实验室，在此期間他發明了Bethe-hole定向耦合器。
1967年，贝特因凭借其恆星核合成理论解释了为什么恒星能够在长时间里持续向外释放大量能量而获得诺贝尔物理学奖。

## 傳記
- Bernstein, Jeremy. . New York: Basic Books. 1980. ISBN 978-0-465-02903-7.
- Schweber, Silvan S. . Cambridge, Massachusetts: Harvard University Press. 2012. ISBN 978-0-674-06587-1.